# Смит, Дигби
Дигби Смит (англ. Digby Smith; род. 15 января 1935) — британский военный историк, специалист по истории Наполеоновских войн и истории униформы.

## Биография
Дигби Смит родился 15 января 1935 года в военном госпитале Луизы Маргариты в Олдершоте, графство Гэмпшир, Англия. Его отец, Джордж Фредерик Смит, был капралом во 2-й пехотном дивизии. В 1937 году он отправился в Индию в составе 9-й пехотной дивизии, где служил в полку связи на афганской границе в Кветте, Белуджистан. Поскольку незадолго до этого Кветтское землетрясение 1935 года опустошило область, Смит с женой и сыном жили в палатке. С началом Второй мировой войны в 1939 году его отец был командирован в Малайю, где в 1941 году участвовал в боевых действиях под Кота-Бару. В конце концов он попал в плен к японцам в Сингапуре и был одним из 60 000 пленных союзников, строивших железную дорогу Бирма — Сиам.
Тем временем, его сын вернулся в Олдершот, откуда его сначала отправили в среднюю школу Ист-Энда, а затем в гимназию Фарнборо. После войны, семья воссоединилась в Равалпинди, Пакистан, где отец будущего историка, теперь майор, продолжил военную службу в рядах расквартированного в Пакистане корпуса связистов. В отсутствие надлежащих школ 13-летний Дигби посещал пакистанскую школу связистов возле базара Лалкурти, где он получил свое первое обучение по электронике.
В 1950 году, после провозглашения независимости Индии, семья Смитов вернулась в Англию, где Дигби снова поступил в гимназию Фарнборо, которую покинул в 16 лет, и записался в армию в качестве ученика связиста. Он прошел дополнительное обучение в Миндене в 1954 году в качестве технического специалиста III класса. После шестимесячного пребывания на радиозаводе Pintsch в Констанце Смит вернулся в Дуйсбург, где познакомился со своей будущей женой.
В 1960 году военная отборочная комиссия  направила его в кадетскую школу Монс в Олдершоте, после окончания которой он получил чин и место лейтенанта в 10-м полку связи, размещенном в Крефельде, в земле Северный Рейн-Вестфалия, ФРГ. Здесь он был командиром отряда, использующим то же снаряжение, которое он изучал в Констанце. В 1961 году он получил  должность в Королевском корпусе связистов и служил в британской армии на Рейне. Во время службы там он изучал немецкий язык, что вызывало в нём интерес к военной истории старых немецких государств Священной Римской империи. Первое столкновение Смита с миром наполеонистики произошло случайно в казармах Брэдбери в Крефельде. Как квалифицированного лингвиста, его попросили исследовать историю немецкого полка Барака. Его исследования привели его ко 2-му полку Вестфальских гусар, которые, в свою очередь, произошли от одетых в яркую униформу шеволежер-уланов герцогства Берг. Основателем этого красочного полка был не менее красочный Иоахим Мюрат, великий герцог Клеве и Берга, король Неаполя и маршал Франции при Наполеоне.
В 1965 году Дигби Смита перевели в артиллерийский корпус британской армии. В 1970–1972 годах он работал в Командно-штабном колледже вооруженных сил Германии, расположенном в Бланкензее, недалеко от Гамбурга.
После непродолжительной работы в  центральном офисе министерства обороны, Дигби Смит уволился из армии, чтобы начать новую карьеру, поставляя бронежилеты немецкой полиции, которая в то время боролась с  городскими террористическими группами. В 80-е годы Дигби Смит работал в Германии, Саудовской Аравии и Москве. Во время своего назначения в Москву, где он провел четыре года, он совершил несколько поездок на поле битвы при Бородино, и продолжил розыски материала для своего сборника «Справочник Наполеоновских войн».
С 1995 года Дигби Смит полностью посвятил себя написанию книг по военной истории. Некоторые из своих работ он написал для издательства Osprey Military Publishing под псевдонимом Отто фон Пивка.
Дигби Смит женился на Рите Прайм в 1961 году, в этом браке родилось трое сыновей. В 1984 году он развелся и во второй раз женился на медсестре Эдне Блак, с которой познакомился в Саудовской Аравии.

## Творчество
Уже ранние исторические работы Смита вызвали значительный интерес со стороны энтузиастов исследования наполеоновской эпохи. Когда появился его вышедший в издательстве Гринхилл (Greenhill)  «Справочник Наполеоновских войн» («The Napoleonic Wars Data Book», 1998), над которым Смит работал 20 лет, автор прокомментировал его выход так: «Это самая большая и самая сложная книга, которую я выпустил на сегодняшний день, и, если бы я не посвятил только ей последние несколько лет, эта работа никогда бы не была написана». В этом огромном томе (582 страницы большого формата, 264 x 204 мм — почти формата А4) Смит собрал доступную статистику почти по каждому сражению эпохи революционных войн и наполеоновских войн (суммарно почти 2000 сражений). Результатом стал высокоспециализированный справочник, в котором в хронологическом порядке перечислены битвы, стычки и боевые действия почти 25-летней войны. В справочник также входят данные о задействованных войсках, их командирах, информация о родах войск. Для англоязычных читателей справочник Дигби Смита является стандартным отправным пунктом для получения знаний о наполеоновской эпохе.
В то же время, профессиональные историки, отмечая важную положительную роль Смита, как популяризатора, отмечали некоторые фактические неточности в его работах, особенно в беллетризованном описании от первого лица сражения при Лейпциге («Leipzig: Napoleon and the Battle of the Nations», 2001). Книга Смита, по мнению критиков, является подходящей для студентов, изучающих наполеоновскую эпоху, но профессиональным историкам рекомендуется проверять конкретные детали.
Более поздняя работа Смита, «В атаку!» («Charge!: Great Cavalry Charges of the Napoleonic Wars», 2003)  посвящена роли, которую в Наполеоновских войнах играла кавалерия. После объяснения того, как конные отряды формировались, обучались и действовали, Смит фокусируется на 13 конкретных битвах, чтобы проиллюстрировать, как кавалерия могла и действительно менять ситуацию в нескольких сражениях, таких как Аустерлиц, Эйлау, Бородино, Альбуэра, Маренго, Ватерлоо. Опираясь на многочисленные источники, Смит объяснил, почему кавалерийские отряды были ударной силой своего времени, почему их «волнующие, неудержимые атаки решали судьбу кампаний и королевств».

## Публикации

### Под псевдонимом Отто фон Пивка
- Pivka, Otto von. The Black Brunswickers (Чёрный корпус принца Брауншвейгского). London: Osprey, 1973.
- Pivka, Otto von. The armies of Europe today (Армии Европы сегодня). 1974.
- Pivka, Otto von. Napoleon’s Polish Troops (Польские войска Наполеона). 1974.
- Pivka, Otto von. The King’s German Legion (Королевский Германский Легион). Men-at-arms series. Reading: Osprey Publishing, 1974.
- Pivka, Otto von, and Michael P. Roffe. Napoleon’s German Allies (Немецкие союзники Наполеона). Reading: Osprey Publishing, 1975.
- Pivka, Otto von, and M. Roffe. Napoleon’s German Allies. Westfalia and Kleve-Berg. (Немецкие союзники Наполеона. Вестфалия. Клеве и Берг.). London: Osprey, 1975.
- Pivka, Otto von. Spanish Armies of the Napoleonic Wars (Испанская армия в Наполеоновских войнах). London: Osprey Publishing, 1975.
- Pivka, Otto von, and G. A. Embleton. Napoleon’s German Allies 2 Nassau & Oldenburg (Немецкие союзники Наполеона. Нассау. Ольденбург.). Men-at-arms series, 43. London: Osprey Pub, 1976.
- Pivka, Otto von. The French Army Including Foreign Regiments in French Service and the Confederation of the Rhine(Французская армия, в том числе иностранные полки на французской службе и Рейнский Союз). Cambridge: Stephens, 1977.
- Pivka, Otto von. The Portuguese Army of the Napoleonic Wars (Португальская армия эпохи Наполеоновских войн). Men-at-arms series. London: Osprey, 1977.
- Pivka, Otto von. Armies of 1812 (Армии 1812 года). Cambridge: Stephens, 1977.
- Pivka, Otto von. Napoleon’s Italian and Neapolitan Troops (Итальянские и Неаполитанские войска Наполеона). London: Osprey Publishing, 1979.

### Под собственным именем
- Smith, Digby George, and Angus McBride. The British Army, 1965-80: Combat and Service Dress (Британская армия, 1965-80: полевая и парадна форма.). Men-at-arms series. London: Osprey Publishing, 1977.
- Smith, Digby George. Army uniforms (Военная форма.). 1980.
- Smith, Digby George. Army Uniforms Since 1945 (Военная форма после 1945 года). Poole [Eng.]: Blandford Press, 1980.
- Smith, Digby George. The Greenhill Napoleonic Wars Data Book (Справочник о Наполеоновских войнах). London: Greenhill Books, Mechanicsburg, PA: Stackpole Books, 1998.
- Smith, Digby George. Borodino (Бородино). Moreton-in-Marsh, Gloucestershire: Windrush, 1998.
- Smith, Digby George. Napoleon’s Regiments: Battle Histories of the Regiments of the French Army, 1792—1815 (Полки Наполеона. Боевые истории полков французской армии 1792—1815). London: Greenhill Books, 2000.
- Smith, Digby George. 1813: Leipzig: Napoleon and the Battle of the Nations (Лейпциг. Наполеон и Битва Народов). London: Greenhill books, 2001.
- Smith, Digby George. Charge!: Great Cavalry Charges of the Napoleonic Wars (В атаку! Великие кавалерийские атаки Наполеоновских войн). London: Greenhill, 2003.
- Smith, Digby George. Navies of the Napoleonic Era (Флот Наполеоновской эпохи). Atglen, PA: Schiffer Pub, 2004.
- Smith, Digby George. Napoleon against Russia: A Concise History of 1812 (Наполеон против России. Краткая история 1812 года). Barnsley: Pen & Sword Military[англ.], 2004.
- Smith, Digby George. Armies of the Napoleonic Era (Армии Наполеоновской эпохи). Atglen, PA: Schiffer Pub, 2004.
- Smith, Digby George. The Prussian Army to 1815 (Прусская армия до 1815 года). Atglen, PA: Schiffer Pub, 2004.
- Smith, Digby George. Napoleon against Russia: A New History of 1812 (Наполеон против России. Новая история 1812 года). Barnsley: Pen & Sword Military, 2004.
- Smith, Digby George. Uniforms of the Napoleonic Wars (Униформа эпохи наполеоновских войн). London: Lorenz, 2005.
- Smith, Digby George. The Decline and Fall of Napoleon’s Empire: How the Emperor Self-Destructed (Упадок империи Наполеона. История самоуничтожения империи). London: Greenhill Books [u.a.], 2005.
- (На польском языке) Smith, Digby George, and Mariusz Olczak. Lipsk 1813 (Липск 1813). Seria Napoleońska. Gdańsk: Finna, 2005.
- Smith, Digby George, and Jeremy Black. An Illustrated Encyclopedia of Uniforms of the Napoleonic Wars: An Expert, in-Depth Reference to the Officers and Soldiers of the Revolutionary and Napoleonic Period, 1792—1815 (Иллюстрированная энциклопедия обмундирования наполеоновских войн 1792—1815). Illustrated encyclopaedia. London: Lorenz, 2006.
- Smith, Digby George. Armies of 1812: The Grand Armée and the Armies of Austria, Prussia, Russia and Turkey (Армии 1812 года. Великая армия и армии Австрии, Пруссии, России и Турции.). Staplehurst: Spellmount, 2007.
- Smith, Digby George, Kevin F. Kiley, and Jeremy Black. An Illustrated Encyclopedia of Uniforms from 1775—1783, the American Revolutionary War: An Expert Guide to the Uniforms of the American Militias and Continental Army, the Armies and Navies of Great Britain and France, German and Spanish Units, and American Indian Allies (Иллюстрированная энциклопедия униформы Войны за Независимость США: американские ополченцы, континентальная армия, армия и флот Великобритании и Франции, немецкие и испанские подразделения, союзные индейские войска.). London: Lorenz Books, 2008.
- Smith, Digby. Armies of the Seven Years' War: Commanders, Equipment, Uniforms and Strategies of the 'First World War' (Армии Семилетней войны: командиры, экипировка, обмундирование и стратегии «Первой мировой войны»). Stroud: The History Press[англ.], 2013.